# Beludżystan (kraina historyczna)

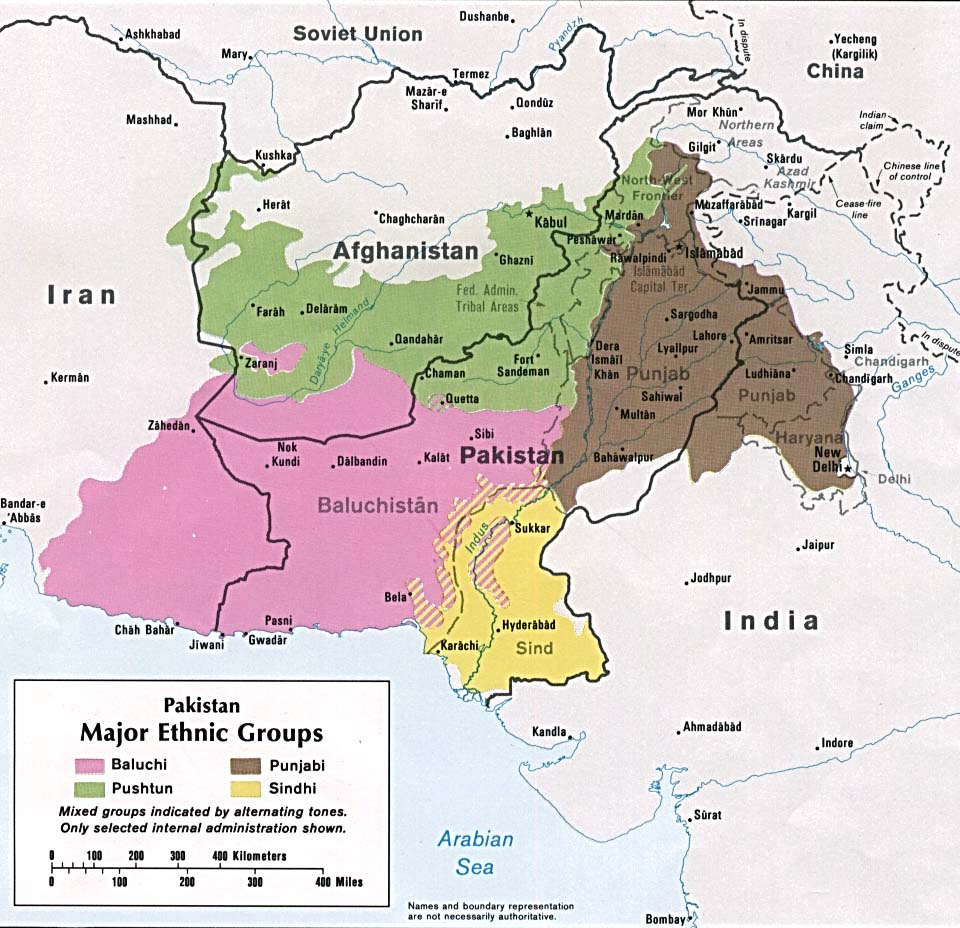
Mapa ukazuje zasięg występowania różnych grup etnicznych w roku 1980. Beludżowie oznaczeni są na różowo.

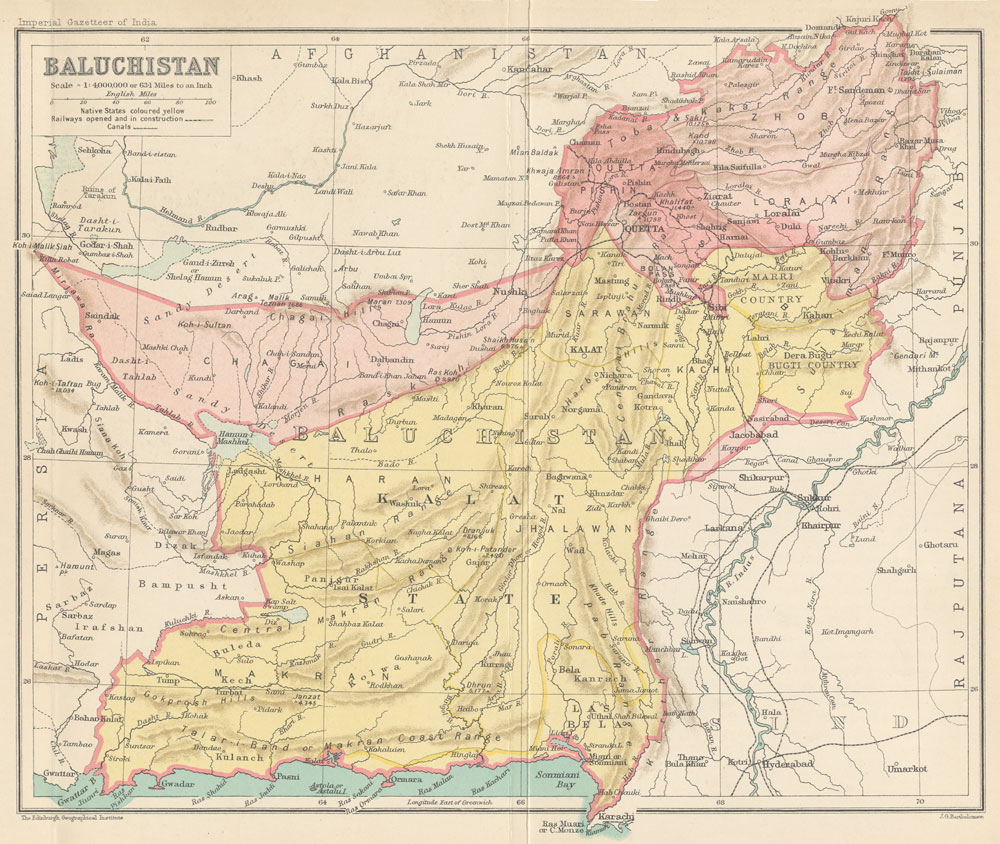
Mapa Beludżystanu z lat 1907-1909

Beludżystan (pers. Balūchestān, urdu Balūcistān) – kraina historyczna w południowo-zachodniej Azji, w południowo-wschodniej części Wyżyny Irańskiej, nad Morzem Arabskim i Zatoką Omańską, na pograniczu Iranu, Pakistanu i Afganistanu.
Powierzchnia wyżynno-górzysta (Góry Wschodnioirańskie, Mekran, Góry Sulejmańskie), prócz tego pustynie i półpustynia. Rzeki głównie okresowe. Do zajęć koczowniczej ludności należy hodowla owiec, wielbłądów, kóz i koni. W sztucznie nawadnianych dolinach i oazach uprawiany jest jęczmień, pszenica, ryż, drzewa owocowe (głównie daktylowiec właściwy), bawełna, warzywa. Na wybrzeżu rybołówstwo.
Krainę zamieszkują głównie Beludżowie i Patanowie (Afganowie). Część irańska wchodzi w skład ostanu Sistan i Beludżystan, a część pakistańska jest częścią prowincji Beludżystan.
W Beludżystanie trwa konflikt o niskiej intensywności.